# Jim Yester
James Yester (Birmingham, Alabama, Estados Unidos, 24 de noviembre de 1939) es un músico estadounidense, más conocido como miembro de The Association. Su hermano menor es Jerry Yester del Modern Folk Quartet y The Lovin' Spoonful. 

## The Association
Jim se unió al conjunto pop The Association en 1965. Tuvieron muchos éxitos entre 1966 y 1969, como "Along Comes Mary", "Six Man Band", "Cherish", "Never My Love", "Everything That Touches You" y "Windy". Yester arena voz principal en Along Comes Mary. Él y la Asociación compusieron la canción principal de la película Goodbye Columbus, que le valió a la Asociación una nominación a Mejor Canción Original en los Premios Globo de Oro de 1969.
Yester todavía trabaja en Association y realizan giras desde 2007.

## The Lovin' Spoonful
De 1991 a 1993, Jim fue miembro de The Lovin' Spoonful. The Spoonful también contenía al hermano menor de Yester, Jerry.